# Lena Dürr
Lena Dürr, nemška alpska smučarka, * 4. avgust 1991, München
Rodila se je v Münchnu in odraščala v bližnjem Germeringu. Februarja 2008 je debitirala na svetovnem prvenstvu v alpskem smučanju. Leta 2013 je prišla v Moskvo kot rezerva na paralelno tekmo, na kateri je na koncu prvič v karieri tudi zmagala. Lena je hči alpskega smučarja Petra Dürra in sestral alpske smučarke Katharine Dürr.

## Kariera

### Rezultati svetovnega pokala
| Sezona | starost | Skupni seštevek | Slalom | Veleslalom | Superveleslalom | Smuk | Alpska kombinacija |
| ------ | ------- | --------------- | ------ | ---------- | --------------- | ---- | ------------------ |
| 2010   | 18      | 88.             | 49.    | 32.        | —               | —    | —                  |
| 2011   | 19      | 69.             | 44.    | 24.        | —               | —    | —                  |
| 2012   | 20      | 28.             | 12.    | 23.        | —               | —    | 32.                |
| 2013   | 21      | 24.             | 11.    | 34.        | 33.             | —    | 10.                |
| 2014   | 22      | 90.             | 35.    | —          | —               | —    | —                  |
| 2015   | 23      | 55.             | 21.    | —          | —               | —    | —                  |
| 2016   | 24      | 62.             | 22.    | 43.        | —               | —    | —                  |
| 2017   | 25      | 42.             | 19.    | 42.        | 49.             | —    | 18.                |
| 2018   | 26      | 51.             | 18.    | —          | —               | —    | —                  |
| 2019   | 27      | 52.             | 19.    | —          | —               | —    | —                  |

### Stopničke
| Sezona | Datum             | Lokacija             | Disciplina      | Mesto |
| ------ | ----------------- | -------------------- | --------------- | ----- |
| 2013   | 29. januar 2013   | Moskva, Rusija       | Paralelna tekma | 1.    |
| 2022   | 20. november 2021 | Levi, Finska         | Slalom          | 3.    |
| 2022   | 21. november 2021 | Levi, Finska         | Slalom          | 3.    |
| 2022   | 11. januar 2022   | Schladming, Avstrija | Slalom          | 3.    |

### Rezultati svetovnega prvestva
| Leto | starost | Slalom | Veleslalom | Superveleslalom | Smuk | Alpska kombinacija | Ekipna tekma | Paralelna tekma |
| ---- | ------- | ------ | ---------- | --------------- | ---- | ------------------ | ------------ | --------------- |
| 2011 | 19      | —      | 18.        | —               | —    | —                  | 5.           | —               |
| 2013 | 21      | 21.    | ODSTOP2    | 30.             | —    | —                  | 3.           | —               |
| 2015 | 23      | 13.    | —          | —               | —    | —                  | 9.           | —               |
| 2017 | 25      | 18.    | 26.        | —               | —    | —                  | 9.           | —               |
| 2019 | 27      | 11.    | —          | —               | —    | —                  | 4.           | —               |
| 2021 | 29      | 14.    | —          | —               | —    | —                  | 3.           | 27.             |

### Rezultati Olimpijksih iger
| Leto | Starost | Slalom | Veleslalom | Superveleslalom | Smuk | Alpska kombinacija | Ekipna tekma |
| ---- | ------- | ------ | ---------- | --------------- | ---- | ------------------ | ------------ |
| 2018 | 26      | ODTOP1 | —          | —               | —    | —                  | 5.           |